# پسران دسامبر
پسران دسامبر نام فیلمی استرالیایی در قالب درام به تهیه‌کنندگی راد هاردی است. داستان فیلم برداشتی از یک رمان نوشته میشل نونان در سال ۱۹۶۳ است. فیلم‌برداری این فیلم در ۱۴ سپتامبر ۲۰۰۷ در ایالات متحده شروع شد و ادامهٔ آن در استرالیا فیلمبرداری شد. «پسران دسامبر» فیلمی است که دنیل ردکلیف در حین ساخت مجموعه فیلم‌های هری پاتر، بازی در آن را تجربه کرد.